# Daniel Solsona
Daniel Solsona Puig (* 18. Januar 1952 in Cornellà de Llobregat) ist ein ehemaliger spanischer Fußballspieler.

## Karriere

### Vereine
Solsona gehörte Espanyol Barcelona von 1969 bis 1978 an. In seiner Premierensaison im Seniorenbereich kam er in der Segunda División nicht zum Einsatz. Erst in der Folgesaison – nach dem Aufstieg in die Primera División – debütierte er am 27. September 1970 (3. Spieltag) beim torlosen Remis im Heimspiel gegen Real Sociedad San Sebastián mit Einwechslung in der 74. Minute für Yanko Daucík. An den beiden folgenden Spieltagen beim 1:0-Sieg im Auswärtsspiel gegen Sporting Gijón am 4. Oktober 1970 und beim 1:1-Unentschieden im Heimspiel gegen den Aufsteiger CD Málaga am 11. Oktober 1970 erzielte er seine ersten beiden Tore von insgesamt drei in 25 Punktspielen. Nach weiteren 209 Punktspielen, in denen er weitere 36 Tore erzielte, wechselte er zur Saison 1978/79 zum Ligakonkurrenten FC Valencia, für den er bis Saisonende 1982/83 26 Tore in 139 Punktspielen erzielte.
Von 1983 bis 1986 spielte er für den französischen Erstligisten SEC Bastia in der seinerzeitigen Division 1. Im Januar 1986 verließ der den Verein vor Ablauf der Saison, an dessen Ende der Abstieg in die Division 2 folgen sollte, und schloss sich RC Paris an, für den Club er jedoch nur bis Saisonende 1985/86 in der Division 2 spielte und dazu beitrug, das dieser als Erstplatzierter aufstieg. Er wechselte daraufhin zum Ligakonkurrenten Stade Rennes, für den er in 26 Punktspielen torlos blieb. Mit dem Abstieg des Vereins, verließ er diesen und kehrte nach Spanien zurück. Seine letzten drei Saisons verbrachte er beim seinerzeit viertklassigen Stadtteilverein von Barcelona UE Sant Andreu.

### Nationalmannschaft
Für die Olympiaauswahl Spaniens kam er 1972 und 1976 in drei und fünf Qualifikationsspielen zum Einsatz, wobei ihm 1976 vier Tore gelangen.
Für die A-Nationalmannschaft bestritt er von 1973 bis 1981 sieben Länderspiele. Er debütierte als Nationalspieler am 17. Oktober 1973 in Istanbul beim 0:0-Unentschieden gegen die Nationalmannschaft der Türkei. Sein letztes Länderspiel bestritt er am 15. April 1981 in Valencia bei der 0:3-Niederlage gegen die Nationalmannschaft Ungarns.

## Erfolge
- UEFA Super Cup-Sieger 1980
- Europapokal der Pokalsieger-Sieger 1980
- Spanischer Pokal-Sieger 1979